# Hawaii Public Radio

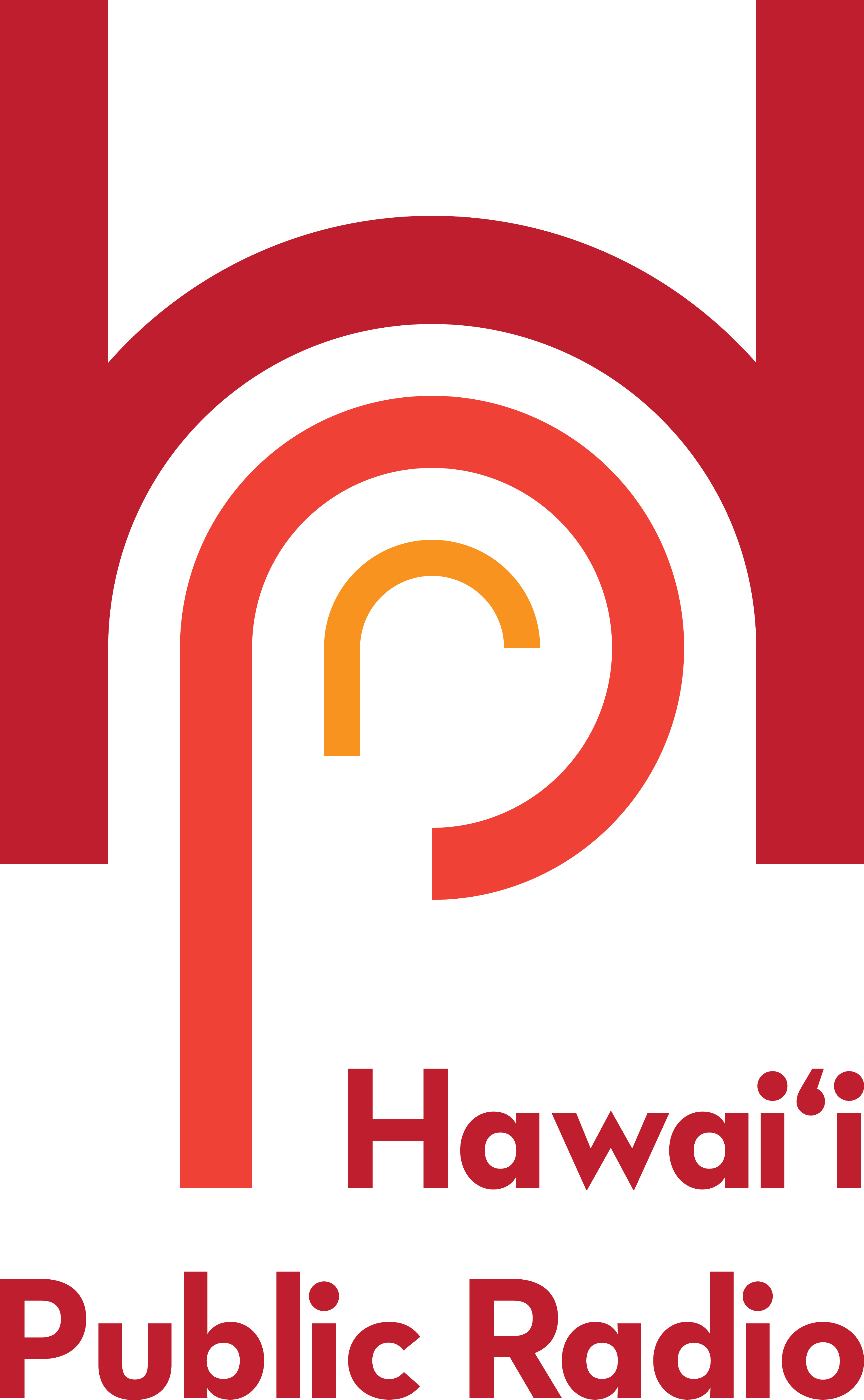
Logo (2017)

Hawaii Public Radio (HPR) ist die öffentliche Public-Radio-Rundfunkgesellschaft des US-Staates Hawaii. HPR betreibt heute neben einem TV-Sender zwei Hörfunkprogramme und sechs Radiostationen.

## Geschichte
Die Geschichte des Hawaii Public Radio beginnt mit der Radiostation KHPR. Am 13. November 1981 ging die Station als eine der kleinsten Stationen der USA on air. Der Mitarbeiterstammbestand aus zwei Personen: dem „General Manager“ Cliff Eblen und dem „Music“ Director" Bob Miller. Die ersten Studios befanden sich in angemieteten Räumen auf dem Campus der University of Hawaii. 1987 zog HPI in seine jetzigen Studios um. Ein Jahr später schloss sich HPI dem US-weiten Public-Radio-Netzwerk des NPR an und nahm eine zweite Station auf Maui in Betrieb.
HPR erweiterte sein Programmangebot 1989 mit dem Sendestart von KIPO um ein „news and information“-Format.
65 Prozent der Finanzierung von HPR kamen 2011 aus freiwilligen Beiträgen der Hörer.
HPR berichtete ausführlich über den IUCN World Conservation Congress 2016 in Honolulu mit über 9.000 Teilnehmern.

## Programm
HPR-1  auf KHPR sendet nach wie vor das meiste eigenproduzierte Programm mit „in-house“-Produktionen wie Morning Cafe / Morning Concert, Evening Concert, Howard’s Day Off, Sunday Brunch, The Early Muse und viel klassischer Musik. Daneben werden etablierte Nachrichtenformate von NPR übernommen, wie All Things Considered und Morning Edition sowie PRI’s A Prairie Home Companion und Studio 360.
HPR-2 auf KIPO sendet ein „news and talk“-Format und hat eine Reihe von NPR- und PRI-Produktionen im Programm, wie All Things Considered, Fresh Air, Marketplace und The World. Nachts wird das Programm des BBC World Service übernommen.

## Stationen
HPR produziert zwei Hörfunkprogramme, welche seit 2001 auch online gestreamt werden, nutzt aber nicht das in den USA verbreitete HD-Radio.
- „HPR-1“ auf KHPR, konzentriert sich auf E-Musik und künstlerische Sendungen.
- „HPR-2“ auf KIPO, überträgt NPR News And Talk, neben Blues und Jazz in den Nachtstunden.

| Rufzeichen | Standort | Frequenz     | Programm                              |
| ---------- | -------- | ------------ | ------------------------------------- |
| KHPR       | Honolulu | UKW 88,1 MHz | HPR 1                                 |
| KIPO       | Honolulu | UKW 89,3 MHz | HPR 2                                 |
| KIPM       | Wailuku  | UKW 89,7 MHz | HPR 2                                 |
| KKUA       | Wailuku  | UKW 90,7 MHz | Classical music, News and Information |
| KANO       | Hilo     | UKW 91,1 MHz | Classical music, News and Information |
| KIPH       | Hana     | UKW 88,3 MHz | HPR 1                                 |
| KHPH       | Kailua   | UKW 97,1 MHz | HPR 1                                 |
| KIPL       | Lihue    | UKW 89,9 MHz | HPR 1                                 |